# Новоминское сельское поселение
Новоминское сельское поселение — муниципальное образование в Каневском районе Краснодарского края России. 
В рамках административно-территориального устройства Краснодарского края ему соответствует Новоминский сельский округ.
Административный центр — станица Новоминская.

## Население
| 2010    | 2012    | 2013    | 2014    | 2015    | 2016    | 2017    |
| ------- | ------- | ------- | ------- | ------- | ------- | ------- |
| 12 198  | ↘12 146 | ↗12 180 | ↗12 210 | ↗12 227 | ↗12 334 | ↗12 408 |
| 2018    | 2019    | 2020    | 2021    | 2023    |         |         |
| ↘12 361 | ↘12 284 | ↘12 194 | ↘11 793 | ↘11 566 |         |         |

## Населённые пункты
В состав сельского поселения (сельского округа) входят 4 населённых пункта:
| № | Населённый пункт | Тип населённого пункта | Население (чел.) |
| - | ---------------- | ---------------------- | ---------------- |
| 1 | Восточный        | хутор                  | ↗17              |
| 2 | Красный Очаг     | хутор                  | ↘140             |
| 3 | Новоминская      | станица                | ↘11 595          |
| 4 | Чапаев           | хутор                  | ↘70              |

К 1926 году в Ново-Минской сельсовет Старо-Минского района Донского округа Северо-Кавказского края входили:
1. Албаши станция
2. Березанский, хутор
3. Доля, артель
4. Будка на 192 км. ж. д.
5. Будка на 206 км. ж. д.
6. Западные гр., хутор
7. Зубова балка, хутор
8. Ново-Березанские хутора
9. Новая жизнь артель
10. Ново-Минская, станица
11. Околодок 25 уч. № 9 ж. д.
12. Рилля, артель
13. Русские хутора